# اس ان آر تی
اس ان آر تی (به عربی: الشركة الوطنية للإذاعة والتلفزة، به فرانسوی: Société Nationale de Radiodiffusion et de Télévision‎) شرکت ملی پخش رادیو و تلویزیون (SNRT) سازمان ملی و عمومی مراکش است.
SNRT یک سهامدار در یورونیوز و یکی از اعضای اتحادیه پخش برنامه‌های اروپایی است.